# Oberwallmenach
Oberwallmenach település Németországban, Rajna-vidék-Pfalz tartományban. Lakosainak száma 203 fő (2023. december 31.).

## Népesség
A település népességének változása:
| Lakosok száma | 176  | 184  | 188  | 188  | 195  | 197  | 203  |
|               | 1975 | 2014 | 2017 | 2019 | 2021 | 2022 | 2023 |